# Concepción Herrero Carretero
María Concepción Herrero Carretero (Segovia, 1957), conocida habitualmente como Concha Herrero, es una historiadora del arte y conservadora española, reconocida como una de las máximas autoridades mundiales en el estudio del tapiz histórico. Durante casi cuatro décadas (1982-2021), desarrolló su carrera en Patrimonio Nacional, donde fue jefa del Servicio de Conservación e Investigación y, más tarde, conservadora jefe de la Colección Real de Tapices, consolidando la catalogación y difusión internacional de este tesoro artístico. Desde 2024 es vocal del Patronato del Alcázar de Segovia y conservadora del Alcázar de Segovia.

## Biografía

### Formación
Nacida en Segovia, cursó sus primeros estudios en el Instituto Femenino (actual IES Mariano Quintanilla) y comenzó su formación universitaria en el Colegio Universitario Domingo de Soto, centro adscrito a la Universidad Complutense de Madrid, donde finalmente se licenció y doctoró en Historia del Arte.
Su memoria de licenciatura versó sobre la pintura hispanoflamenca en Segovia, un trabajo que culminó con su primera exposición comisariada en 1981. Aunque su proyecto de tesis doctoral se centraba en la Real Casa de la Moneda de Segovia, su investigación en el Archivo General de Palacio la puso en contacto directo con la documentación histórica de la Colección Real de Tapices. Fue entonces cuando María Teresa Ruiz Alcón, en aquel momento jefa del Servicio del Tesoro Artístico de Patrimonio Nacional, le encomendó la ingente tarea de catalogar dichos fondos. Esta oportunidad definió su carrera, en un momento en que el estudio de las artes textiles era un campo aún marginal en la historiografía del arte española.
En 1992 defendió su tesis doctoral, La Real Fábrica de Tapices de Madrid. Los tapices del siglo XVIII. Colección de la corona de España, dirigida por el académico Antonio Bonet Correa, obteniendo la calificación de sobresaliente cum laude.

### Carrera en Patrimonio Nacional
Herrero Carretero se incorporó a Patrimonio Nacional en 1982. En 1987 fue nombrada Jefa del Servicio de Conservación e Investigación, y en 1992 asumió el cargo de Conservadora Jefe de Tapices y Textiles Históricos. Desde esta posición, lideró la modernización de los criterios de conservación, investigación y exhibición de la Colección Real.
Su metodología de trabajo se caracterizó por un enfoque integral que combinaba el análisis riguroso de la documentación archivística (contratos, inventarios, correspondencia) con el estudio material y técnico de las piezas. Este doble enfoque le permitió establecer nuevas atribuciones, datar con precisión las obras y reconstruir la historia de las series de tapices más importantes, desde su encargo y fabricación en los talleres de Flandes o Madrid hasta su uso en la corte española. Se jubiló de la institución en 2021.
El 29 de enero de 2024, el Ministerio de Cultura la designó como Vocal del Patronato del Alcázar de Segovia, en calidad de conservadora de la fortaleza y sus colecciones.

## Líneas de investigación principales

### La catalogación de la Colección Real
El proyecto central de su carrera ha sido la elaboración del Catálogo de Tapices de Patrimonio Nacional, una obra monumental publicada en varios volúmenes a partir de 1986. Estos catálogos razonados establecieron un nuevo estándar científico y son hoy una referencia indispensable a nivel mundial. Abarcan la práctica totalidad de la colección, desde las series del Renacimiento del siglo XVI hasta las producciones de la Real Fábrica de Tapices en los siglos XVIII y XIX.

### Artistas y talleres europeos
Sus investigaciones han profundizado en los grandes maestros y talleres que nutrieron las colecciones reales. Destacan sus trabajos sobre las series de tapices diseñadas por Pedro Pablo Rubens, como El Triunfo de la Eucaristía o la Historia de Aquiles. Igualmente, ha dedicado monografías y exposiciones a los paños tejidos a partir de cartones de Rafael Sanzio (Los Hechos de los Apóstoles) y de Francisco de Goya. Su estudio no solo abarca el análisis iconográfico, sino también las complejas relaciones entre pintores, cartonistas, liceros y comitentes.

### El tesoro textil de los Trastámara y los Austrias
Una de sus líneas de investigación más relevantes es la reconstrucción del tesoro textil de la Corona de Castilla, especialmente los tapices de Isabel la Católica. A través del estudio de inventarios y otros documentos, ha logrado trazar el origen y destino de muchas de estas piezas, consideradas en su época las "joyas" más valiosas de la Corona. También ha estudiado en profundidad las colecciones de la Casa de Austria, analizando el uso de los tapices como instrumento de magnificencia y propaganda política en la corte de Carlos I y Felipe II. 

## Proyección y colaboración internacional
La labor de Concha Herrero ha tenido un amplio reconocimiento internacional. Es vicepresidenta del prestigioso Centre International d'Étude des Textiles Anciens (CIETA) con sede en Lyon, la principal organización mundial para el estudio de textiles históricos.
Ha participado en comités científicos y proyectos de investigación con instituciones como el Museo Metropolitano de Arte de Nueva York, el Victoria and Albert Museum de Londres (en el Raphael Tapestry Project), o el Institut Royal du Patrimoine Artistique (KIK-IRPA) de Bélgica. Es también miembro de CODART, la red internacional de conservadores de arte neerlandés y flamenco, y del Conseil de la Fondation Toms Pauli en Lausana (Suiza).
En España, además de su labor en el Alcázar de Segovia, es académica de número de la Real Academia de Historia y Arte de San Quirce desde 2007, patrono de la Fundación Carlos de Amberes e investigadora de referencia del Instituto Universitario “La Corte en Europa” (IULCE-UAM).

## Publicaciones destacadas

### Catálogos y monografías
Catálogo de Tapices del Patrimonio Nacional. Volumen I: Siglo XVI, Patrimonio Nacional, 1986.
En coautoría con Paulina Junquera de Vega, es el volumen fundacional de su proyecto de catalogación de la Colección Real, centrado en el siglo XVI.
Catálogo de Tapices del Patrimonio Nacional. Volumen III: Siglo XVIII. Reinado de Felipe V, Patrimonio Nacional, 2000.
Obra que continúa su proyecto de catalogación, enfocada en las producciones de la Real Fábrica de Tapices durante la primera mitad del siglo XVIII.
Tapices de Isabel la Católica. Origen de la colección real española, Patrimonio Nacional, 2004.
Monografía bilingüe que profundiza en una de sus principales líneas de investigación: el origen y la importancia del tesoro textil de la Corona de Castilla.
El "Rapto de Europa". Un tapiz de Goya para el dormitorio de los Príncipes de Asturias, (como coautora), Museo Nacional del Prado, 2008.
Análisis centrado en los cartones diseñados por Francisco de Goya para los tapices del dormitorio de los Príncipes de Asturias en el Palacio del Pardo.
Rubens. Colección de tapices. Obras maestras de la Colección Real Española, Patrimonio Nacional, 2008.
Estudio dedicado a las series de tapices diseñadas por Pedro Pablo Rubens, como "El Triunfo de la Eucaristía", que forman parte de la Colección Real.
Vocabulario histórico de la tapicería, Ministerio de Cultura & Patrimonio Nacional, 2009.
Obra de referencia que compila y define los términos históricos utilizados en los obradores y documentos relativos a la manufactura de tapices.
Los amores de Mercurio y Herse. Una tapicería rica de Willem de Pannemaker, (en coautoría con Nello Forti Grazzini e Isabel Prieto Palomo), Ediciones El Viso, 2010.
Catálogo de la exposición celebrada en el Museo del Prado, centrado en una célebre serie de tapices del maestro Willem de Pannemaker.
Tapices de Rafael para la Corona de España. Los Hechos de los Apóstoles, Patrimonio Nacional, 2020.
Publicación conmemorativa del V Centenario de la muerte de Rafael Sanzio, dedicada al estudio de la serie de Los Hechos de los Apóstoles perteneciente a la Corona española.

## Exposiciones comisariadas (selección)
Arte flamenco en Segovia (Torreón de Lozoya, Segovia, 1981).
Splendour of the Spanish Monarchy: Renaissance Tapestries and Armour (Museo Metropolitano de Arte, Nueva York, 1991; Reales Atarazanas de Barcelona, 1992; Palacio de Velázquez, Madrid, 1992).
Tapices y cartones de Goya (Palacio Real de Madrid, 1996).
A la manera de Flandes. Tapices ricos de la Corona de España (Palacio Real, Madrid, 2001).
Weaving the Legend of Don Quijote: 18th Century Tapestries from the Court of Spain (Meadows Museum, Dallas, 2005).
Los amores de Mercurio y Herse. Una tapicería rica de Willem de Pannemaker (Museo del Prado, Madrid, 2010).
El Bosco en El Escorial. V Centenario de la muerte del Bosco (Monasterio de El Escorial, 2016).
Tapices de Rafael para la Corona de España. Los Hechos de los Apóstoles (Palacio Real, Madrid, 2020-2021).

## Reconocimientos
Lazo de Dama de la Orden del Mérito Civil.
Cruz de Oficial de la Orden del Mérito Civil.